# Горњоволшка језера
Горњоволшка језера (рус. Верхневолжские озёра) представљају групу од неколико језера глацијалног порекла на северозападу европског дела Руске Федерације. Језера се налазе на потезу узводно од ушћа реке Селижаровке у Волгу на територијама Осташковског, Селижаровског и Пеновског рејона на северозападу Тверске области.
Некада засебне језерске целине су градњом вештачког Верхњеволшког језера директно повезана како са језером тако и са коритом реке Волге. Укупна површина језера је 127 км², а својим димензијама се издвајају Волго (површина 61 км²), Вселуг (30 км²), Стерж (18 км²) и Пено (17 км²). Језера се првобитно протежу у меридијанском, а потом у правцу паралела и налазе се југозападно од језера Селигер на удаљености између 10 и 40 километара.